# Great American Coachworks
Great American Coachworks war ein US-amerikanischer Hersteller von Automobilen. Eine andere Quelle nennt die Firmierung American Coachworks Co.

## Unternehmensgeschichte
Das Unternehmen wurde 1981 in North Hollywood in Kalifornien gegründet. Im gleichen Jahr begann die Produktion von Automobilen. Der Markenname lautete Beal. 1983 endete die Produktion.

## Fahrzeuge
Das einzige Modell war die Nachbildung eines Duesenberg J von Duesenberg. Fahrgestell und Motor kamen von General Motors. Karosserieform war ein offener Phaeton. Auf dem Kühlergrill befand sich ein Emblem, das jenem Duesenberg ähnelte.